# Sancho VII av Navarra

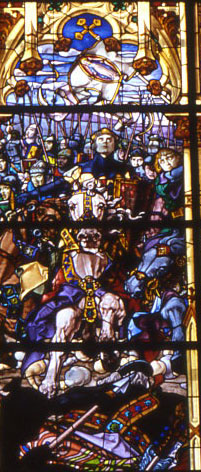
Sancho på Roncesvalles kyrkans fönster.

Sancho VII (1157–7 april 1234) den starke var kung av Navarra 1194-1234. Han var troligtvis den äldste sonen till Sancho VI av Navarra och dennes hustru Sancha, som var dotter till Alfonso VII av León. Sancho VII var den sista av Navarras härskare som tillhörde huset Jiménez. 
Eftersom Sanchos yngre syster, Berengaria var gift med Rickard Lejonhjärta blev Sanchos och Rickard mycket goda vänner och allierade. När Rickard blev tillfångatagen i Tyskland passade den franska kungen på att ta ett av Rickards fort i Angevin. Då Rickard till slut blev fri och skulle ta tillbaka sitt fort upptäckte han att Sanchos och hans riddare redan hade belägrat fortet åt honom. Men så snart Rickard anlänt fick Sanchos veta att hans far hade dött. Han återvände till Navarra och kröntes till kung över Navarra den 15 augusti 1194.
Runt 1198 och 1200 bedrev han en expedition i Afrika. Troligtvis gav han hjälp åt Almohaderna, eftersom han behövde deras hjälp mot Kastilien. Men under tiden Sancho var i Afrika invaderade Alfonso VII av Kastilien och Peter II av Aragonien Navarra Och han förlorade provinserna Álava, Guipúzcoa och Vizcaya till Kastilien.
Vid slaget vid Las Navas de Tolosa 1212 besegrade de kristna kungarna, Sancho VII, Alfons VIII av Kastilien, Peter II av Aragonien och Alfons II av Portugal, den muslimska kalifen Muhammad an-Nasir. Man tror att de Navarriska trupperna lyckades att kapa kedjorna runt Muhammad an-Nasirs tält och att de ändrade Navarras sköld till minne av detta.   

Navarras nya sköld.

Sancho var gift två gånger. Hans första hustru var Constance, som var dotter till Raymond VI av Toulouse, som han gifte sig med år 1195. År 1200 skilde han sig ifrån henne. Han andra hustru vet man inte med säkerhet vem hon var. Men man tror att antingen var Clemence, som var dotter till Fredrik I Barbarossa eller dottern till Emiren av Marocko. Även om hans äktenskap inte resulterade i några barn hade han ett flertal oäkta söner: Ferdinand, William, och Roderick. Vem deras mödrar var är okänt. 
Som ett resultat av Sanchos fetma och hans mycket plågsamma ben, drog han sig tillbaka till Tudela och hans yngre syster Blanca tog över styret av Navarra. Då Blanca dog 1229 fortsatte Sancho som kung. När han senare avled var det Blancas son Thibaut som stod på tur till Navarras krona. Sancho efterlämnade till eftervärlden ett bibliotek som innehöll 1,7 miljoner böcker, ett kungarike som var mycket förmöget och en judisk befolkning som hade en hög status. Han begravdes i Roncesvalles.
Sanchos kvarlevor har blivit studerade av läkaren Luis del Campo och de mätte hans skelett. Sanchos var 2.23 meter lång man tror att det beror på att Sanchos var ättling till den norska kungen Harald Hårdråde som också var mycket lång. 